# Druso minore
Druso Giulio Cesare (in latino Drusus Iulius Caesar; 7 ottobre 14 a.C. – Roma, 14 settembre 23), nato come Nerone Claudio Druso (Nero Claudius Drusus) ma meglio conosciuto come Druso minore (Drusus minor, per distinguerlo dallo zio Druso maggiore) o Druso II (per distinguerlo sia dallo zio sia dal nipote Druso Cesare), è stato un politico e generale romano, appartenente alla dinastia giulio-claudia.
Figlio dell'imperatore Tiberio, fu sorpassato come erede alla porpora imperiale dal fratello adottivo Germanico (figlio di Druso maggiore), con il quale instaurò un rapporto sia di conflitto sia di collaborazione. Dopo aver sedato una rivolta militare in Pannonia nel 14, venne eletto console per l'anno successivo. Visse per un periodo nella capitale e prese poi l'incarico di governatore nell'Illirico, quando nel 19 Germanico morì, lasciando Druso come unico erede del Principato. Il giovane venne eletto console una seconda volta nel 21 e ricevette la tribunicia potestas nel 22, ma finì nelle mire del potente e ambizioso prefetto del pretorio Seiano, per mano del quale morì l'anno dopo.

## Le fonti storiografiche

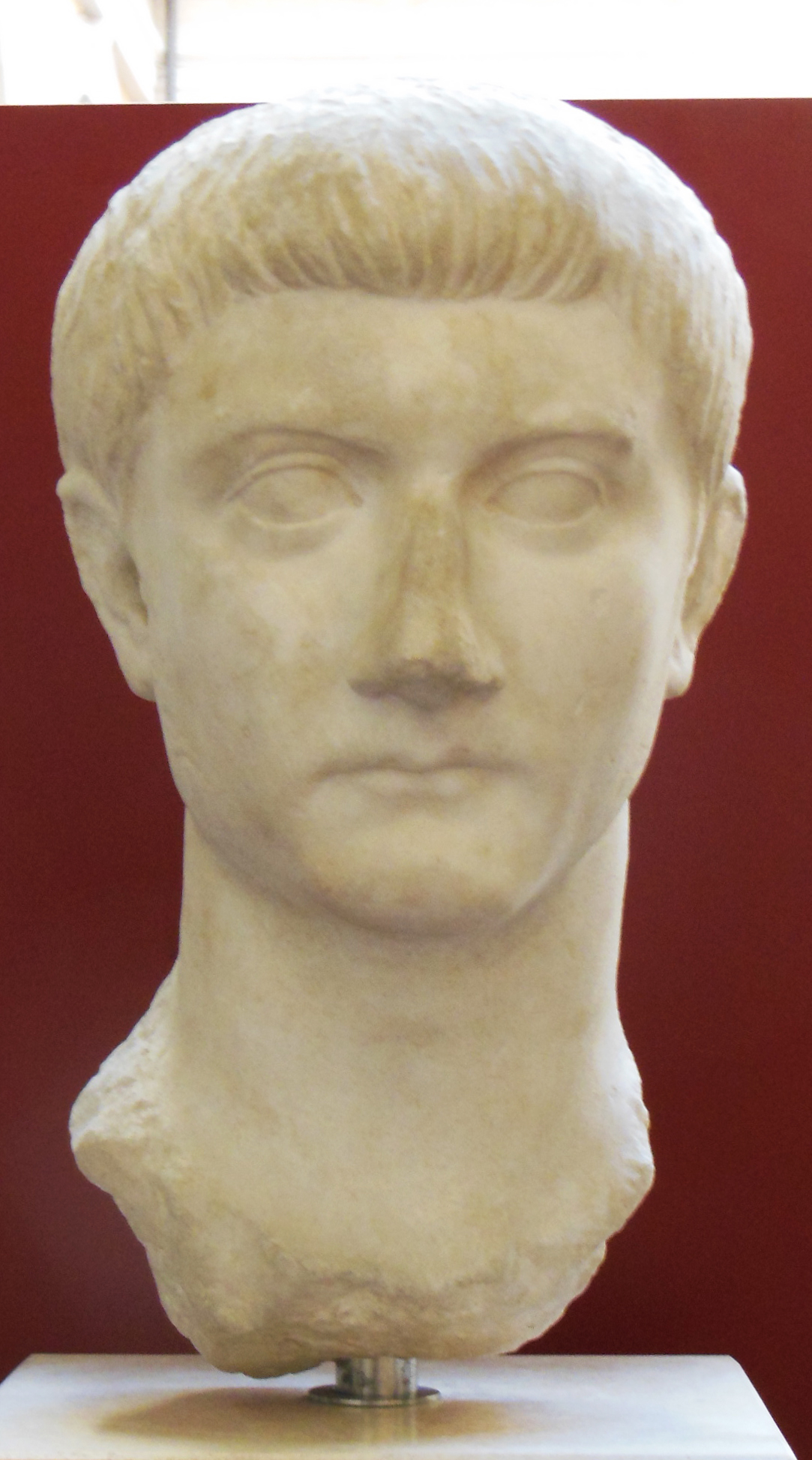
Busto di Druso minore (Museo Nazionale Romano, Roma)

Le principali fonti storiche su Druso minore sono quelle dei grandi annalisti e biografi imperiali romani: Tacito, che con i suoi Annales ci racconta la storia di Roma dal 14, anno della morte del primo imperatore, Augusto; Svetonio, che nelle sue Vite dei Cesari ci narra la storia dei primi dodici imperatori romani, compreso Giulio Cesare; Cassio Dione, che nella sua imponente opera, l'Historia romana, ci fa un resoconto cronologico di tutti i fatti accaduti dalla fondazione di Roma, nel 753 a.C., fino alla sua epoca nel 229 d.C., coprendo un arco temporale di quasi un millennio; Velleio Patercolo, che con gli Historiae Romanae ad M. Vinicium consulem libri duo racconta gli eventi relativi al mondo antico dalla caduta di Troia proprio fino alla morte di Druso minore. Altri accenni a Druso sono fatti da Plinio il Vecchio nella sua Naturalis historia, un trattato naturalistico di 37 libri.
Dalle fonti antiche emerge che Druso era un abile comandante militare che sapeva mostrare la sua intelligenza nelle occasioni più importanti. Era però criticato per la sua vita mondana, costellata di vizi e banchetti, ma soprattutto per la sua crudeltà, un eccessivo compiacimento nel vedere spargere sangue, tanto che le spade più affilate vennero chiamate "Drusiane" in suo onore. Questi suoi comportamenti licenziosi e dissoluti erano spesso criticati dal padre Tiberio, che lo rimproverava sia in privato sia pubblicamente.
Altri aspetti messi in evidenza, soprattutto da Tacito, sono la sua arroganza e superbia: dietro un'apparente modestia nascondeva un agire sfrontato: facendo finta di accogliere le richieste del Senato, adattava poi le decisioni dell'assemblea per i propri scopi. La sua intolleranza e la sua impulsività, inoltre, sfociavano spesso in diverbi che lo mettevano in scomode posizioni. Era oltretutto molto viziato dal padre Tiberio, che gli permetteva viaggi di piacere in Campania anche quando ciò significava oltraggiare i senatori. Anche Plinio ci riporta un aneddoto che ci fa capire come Druso conducesse una vita mondana, seguendo i consigli del raffinato gastronomo Apicio, a dispetto della condotta che gli veniva suggerita dal padre.

## Biografia

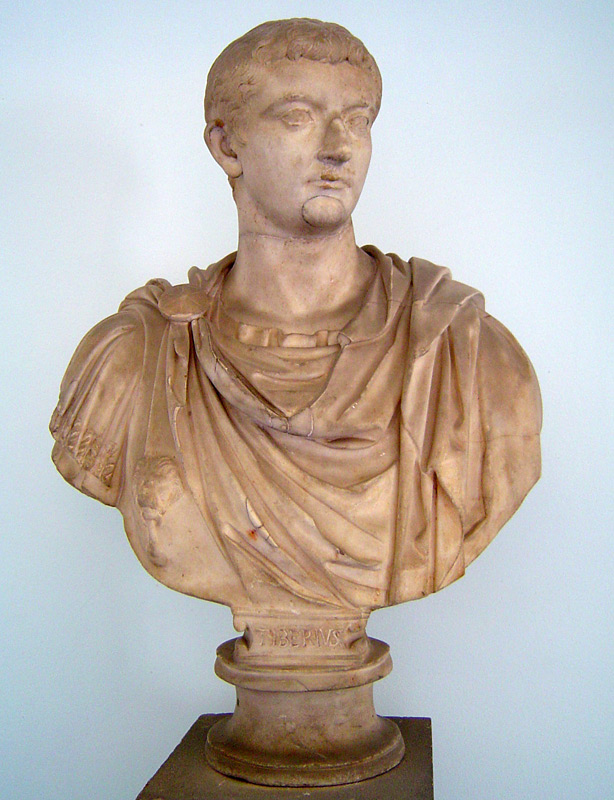
Busto di Tiberio, padre di Druso minore (Museo archeologico regionale Antonino Salinas, Palermo)

### Origini familiari
Druso minore, nato come Nerone Claudio Druso, fu il primogenito di Tiberio Claudio Nerone (successivamente diventato imperatore) e Vipsania Agrippina. Il padre era figlio dell'omonimo Tiberio Claudio Nerone e Livia Drusilla, ma venne poi adottato da Augusto, nuovo marito della madre. Druso era quindi nipote adottivo di Augusto, il quale a sua volta era stato adottato da Giulio Cesare, e quindi, secondo quanto affermato dalla gens Iulia, discendente di Iulo, figlio di Enea e nipote della dea Venere. Da parte paterna, suo zio era Druso maggiore: era quindi cugino di Germanico e di Tiberio Claudio Nerone (futuro imperatore Claudio), oltre che zio dei figli di Germanico Gaio Cesare "Caligola" e Agrippina minore, madre dell'imperatore Nerone. Da parte materna, era nipote di Marco Vipsanio Agrippa, intimo amico e generale di Augusto, e Pomponia Cecilia Attica; sua zia materna era Agrippina maggiore, che sposò Germanico, e quindi Caligola e Agrippina minore erano anche suoi cugini.

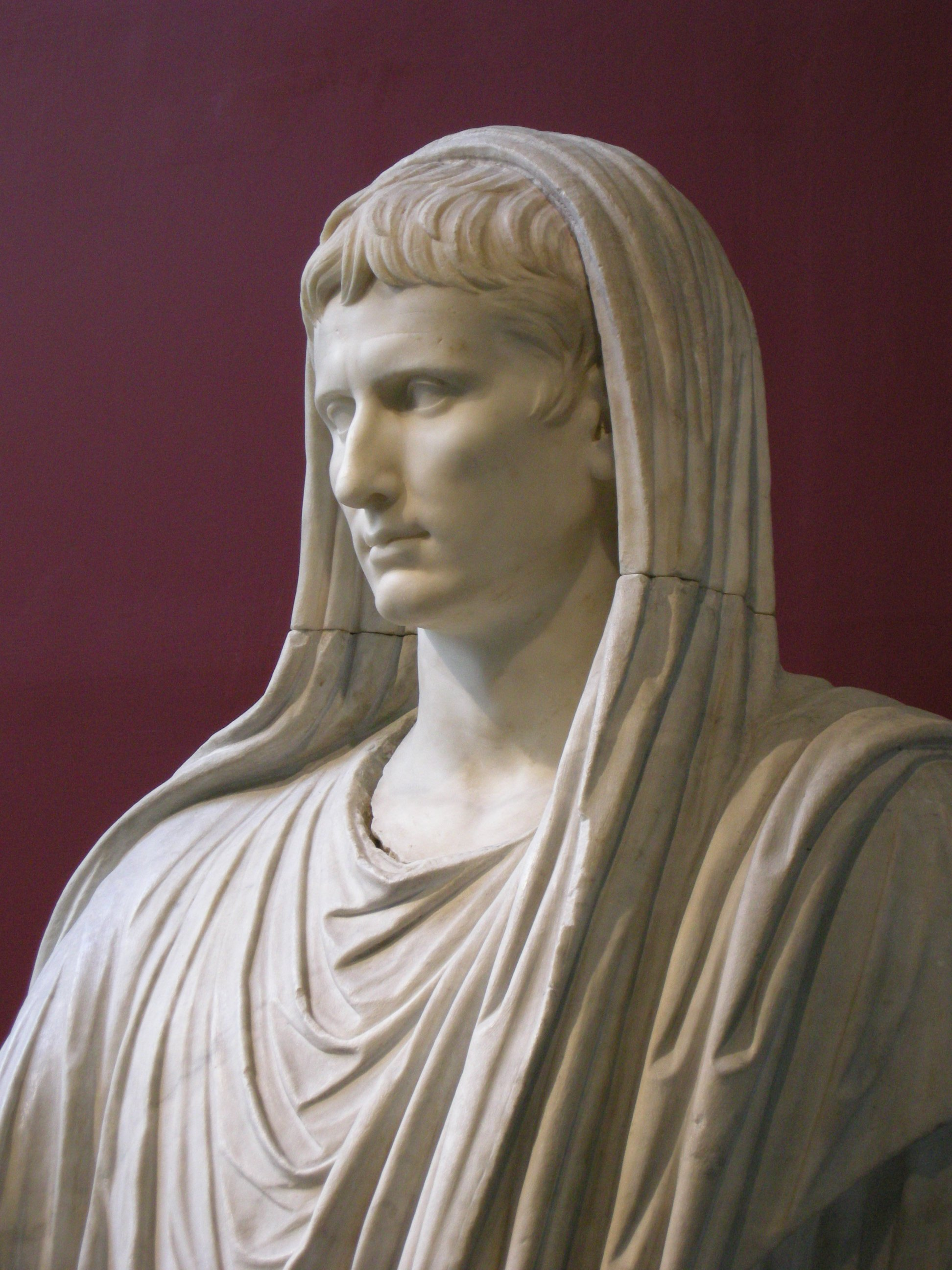
Particolare dell'Augusto di via Labicana, raffigurante il nonno adottivo di Druso minore negli ultimi anni di vita (Museo Nazionale Romano, Roma)

### Giovinezza (14 a.C.-11)
Druso nacque il 7 ottobre del 14 a.C. all'interno della dinastia giulio-claudia. Secondo alcuni storici, la sua data di nascita sarebbe da collocare nel 13 a.C., ipotesi però smentita da lavori storiografici più moderni. Nel 12 a.C., mentre Vipsania era incinta del fratello minore di Druso, i genitori furono costretti a divorziare dallo stesso Augusto, che voleva che Tiberio sposasse sua figlia, Giulia; Tiberio, con grande dolore, acconsentì alla decisione e Vipsania perse il bambino. Nel 6 a.C. Tiberio decise di abbandonare Roma per ritirarsi a Rodi, probabilmente disgustato dalla moglie con la quale i rapporti si erano guastati dopo la morte del loro bambino. Il padre di Druso lo lasciò quindi da solo a Roma insieme alla non amata moglie, partendo da Ostia senza ascoltare le preghiere di tutti coloro che volevano che restasse.
Nel 4, quando Augusto decise di adottare Tiberio quale suo successore, il padre di Druso tornò sulla scena politica e gli fu imposto dallo stesso imperatore di adottare a sua volta il nipote Germanico, figlio del fratello Druso maggiore, anteponendolo così in linea di successione a suo figlio naturale, Druso minore, che era più giovane di un solo anno. In quello stesso anno, Druso cambiò il suo nome da Nerone Claudio Druso a Druso Giulio Cesare, poiché era sotto la potestas di Tiberio, e sposò la cugina Claudia Livilla, vedova di Gaio Cesare. Poco dopo nacque la loro prima figlia, Giulia Livia; ebbero poi, nel 19, una coppia di gemelli, Tiberio e Germanico Gemello. Nel 2 aveva intanto ricevuto la toga virilis, mentre tra il 7 e l'8 fu pontefice.

### Carriera politica e militare (11-22)

#### Primi incarichi e morte di Augusto (11-14)
La carriera politica di Druso ebbe inizio nell'11 quando, per volere di Augusto, venne nominato questore; già due anni prima gli era stato permesso dallo stesso Augusto di partecipare alle riunioni del Senato pur non essendo senatore, e forse questo fu favorito dai successi militari del padre Tiberio. Nel 13, fu nominato membro permanente del comitato ristretto del Senato, che Augusto aveva creato per affrontare il problemi quotidiani dell'assemblea.
Sempre nel 13 Augusto gli permise di partecipare alla corsa per la carica di console, anche senza aver mai ricoperto l'incarico di pretore. Nel mese di maggio del 14, fu nominato Arvalis e ad agosto, quando Augusto morì, Druso lesse in pubblico quattro libri nei quali erano riportate le parole dell'imperatore defunto sui suoi funerali, sulle decorazioni del suo mausoleo, sulla sua amministrazione e le ultime istruzioni sui poteri assegnati a Tiberio e al popolo. Inoltre durante i funerali, ai quali Germanico non partecipò poiché impegnato in Gallia, Druso pronunciò un elogio funebre per il nonno dai rostri. Nel testamento lasciato dall'Imperatore, Druso venne designato come erede di secondo grado, al pari del fratello acquisito Germanico, figlio di Druso maggiore.

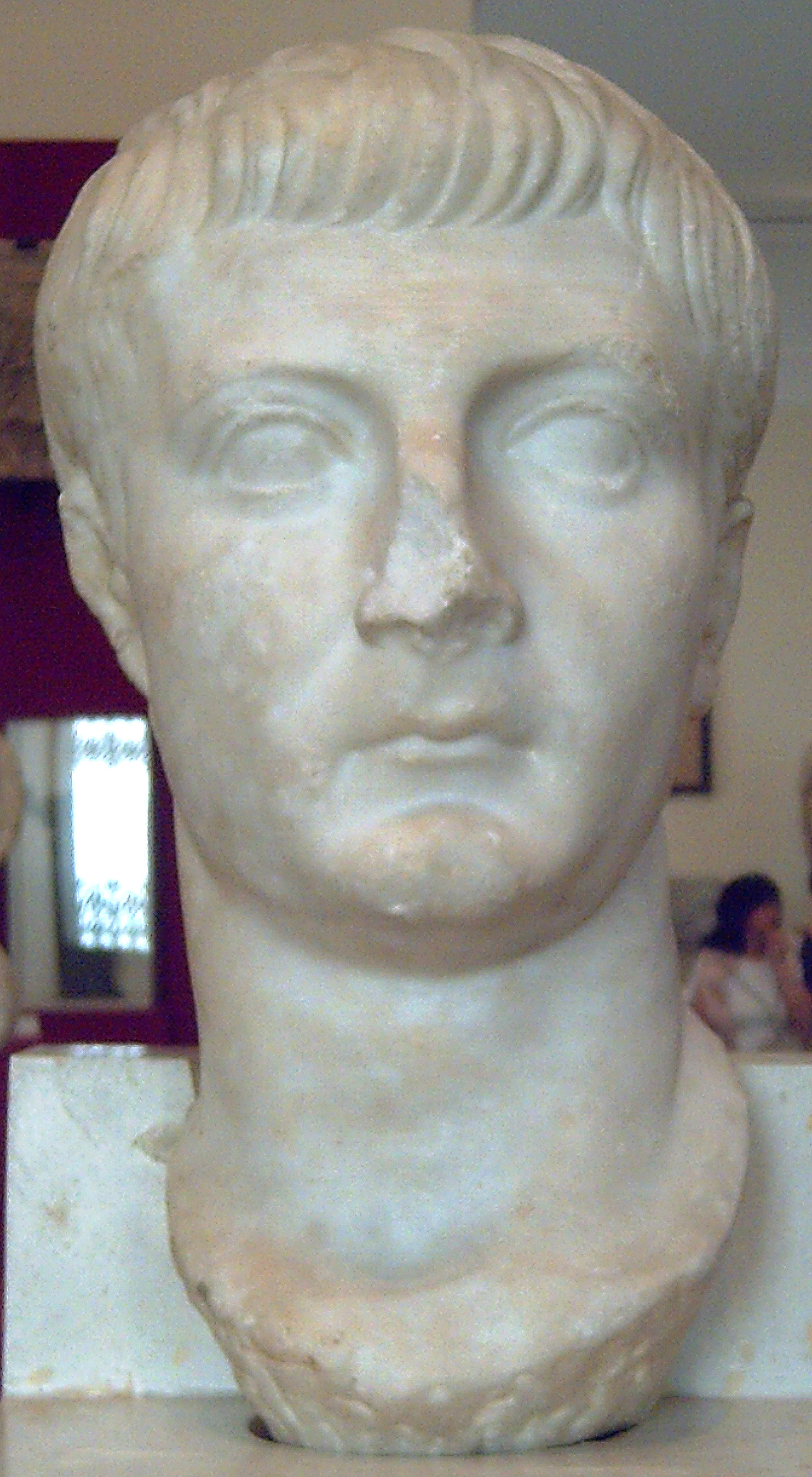
Busto di Druso minore (Museo archeologico nazionale di Spagna, Madrid)

#### La rivolta in Pannonia (14)
Durante quello stesso anno, nella Pannonia, ci fu una violenta rivolta militare portata avanti dalle legioni VIII Augusta, VIIII Hispana e XV Apollinaris, guidate dal legato Quinto Giunio Bleso. Per calmare i rivoltosi, Tiberio decise quindi di inviare il figlio Druso in quella regione come legatus fiancheggiato da due coorti pretoriane, sebbene egli avesse molto scarsa, o addirittura nessuna, esperienza militare. Per consigliarlo mandò anche il prefetto del pretorio Lucio Elio Seiano, che era molto influente presso Tiberio. Arrivato in Pannonia, Druso entrò nell'accampamento dei rivoltosi e lesse il messaggio datogli dal padre che dichiarava che:
(Tacito, Annales, I, 25.)
L'incarico di rispondere all'inviato imperiale fu affidato al centurione Giulio Clemente, che cominciò chiedendo il congedo dopo sedici anni, invece di venti, un'indennità alla fine del servizio, un denario al giorno di paga e che i veterani non fossero più tenuti sotto le bandiere. La risposta fu che Druso non aveva il potere di rispondere alle richieste e che si sarebbe dovuto consultare il Senato, cosa che generò molte perplessità nei soldati che non capivano che cosa fosse andato a fare il figlio del Principe se non aveva poteri.

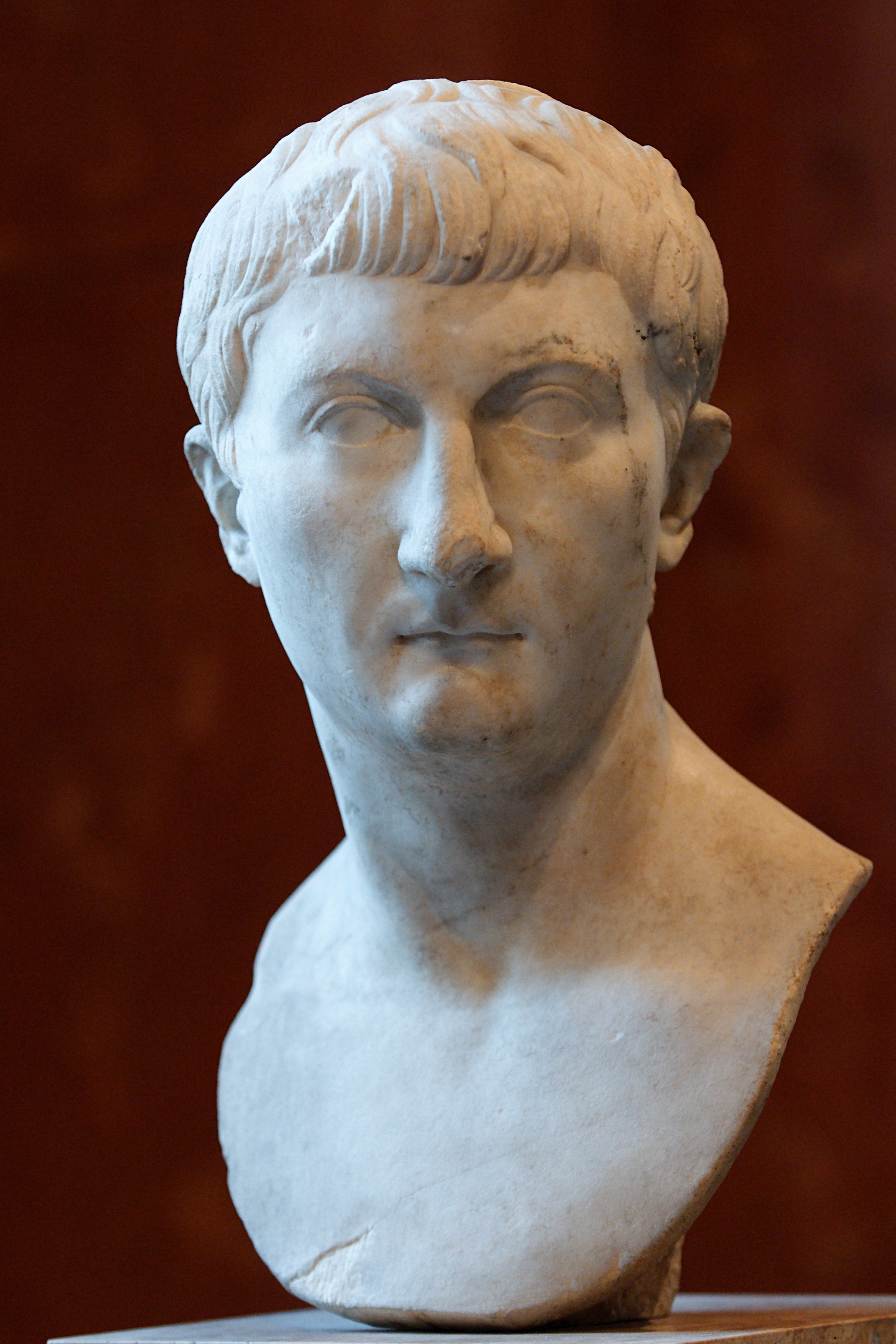
Busto di Druso minore (Museo del Louvre, Parigi)

Allora i rivoltosi incominciarono a minacciare i pretoriani e gli altri inviati imperiali, soprattutto Gneo Cornelio Lentulo, ritenuto il meno propenso a far accettare le richieste dei legionari. Lentulo, mentre tornava nell'accampamento di Druso, fu colto in un'imboscata, preso a sassate e gravemente ferito, riuscendo a salvarsi solo grazie ai soldati corsi in suo aiuto. Durante quella notte ci fu un'eclissi lunare, evento che i soldati in rivolta interpretarono come un segnale di morte e incominciarono a chiedere a suon di trombe e di corni agli dei di non essere puniti; intanto Druso decise di convocare presso di lui i suoi consiglieri, mandando dei suoi agenti a diffondere sfiducia nei confronti dei sobillatori nel campo nemico. Alcuni collaboratori chiesero al figlio del Principe di mandare a Roma Quinto Giunio Bleso, uno dei vecchi comandanti delle legioni e collaboratore di Druso, Lucio Aponio, un cavaliere agli ordini di Druso, e Giusto Catonio, un centurione primipilus. Nel comando di Druso si accese una discussione fra coloro che volevano attendere gli ordini da Roma e chi voleva che si intervenisse subito; Druso decise di agire: fece uccidere i capi rivoltosi Percennio e Vibuleno e poi cominciò a dare la caccia agli altri sobillatori. Alcuni furono trucidati dai centurioni e dai pretoriani mentre altri vennero consegnati dai loro stessi soldati, in segno di fedeltà all'Imperatore. Le Legioni VIII e XV si arresero, mentre la VIIII insisteva nell'aspettare la volontà di Tiberio, ma, rimasta sola, alla fine dovette cedere e la rivolta fu sedata; Druso decise quindi di tornare a Roma senza aspettare l'arrivo dei legati.
Nel frattempo anche Germanico era stato allontanato da Roma a causa di una rivolta in Germania. La spedizione venne condotta con efficacia e Tiberio, parlando al Senato dei successi dei figli, spese parole di elogio per entrambi.

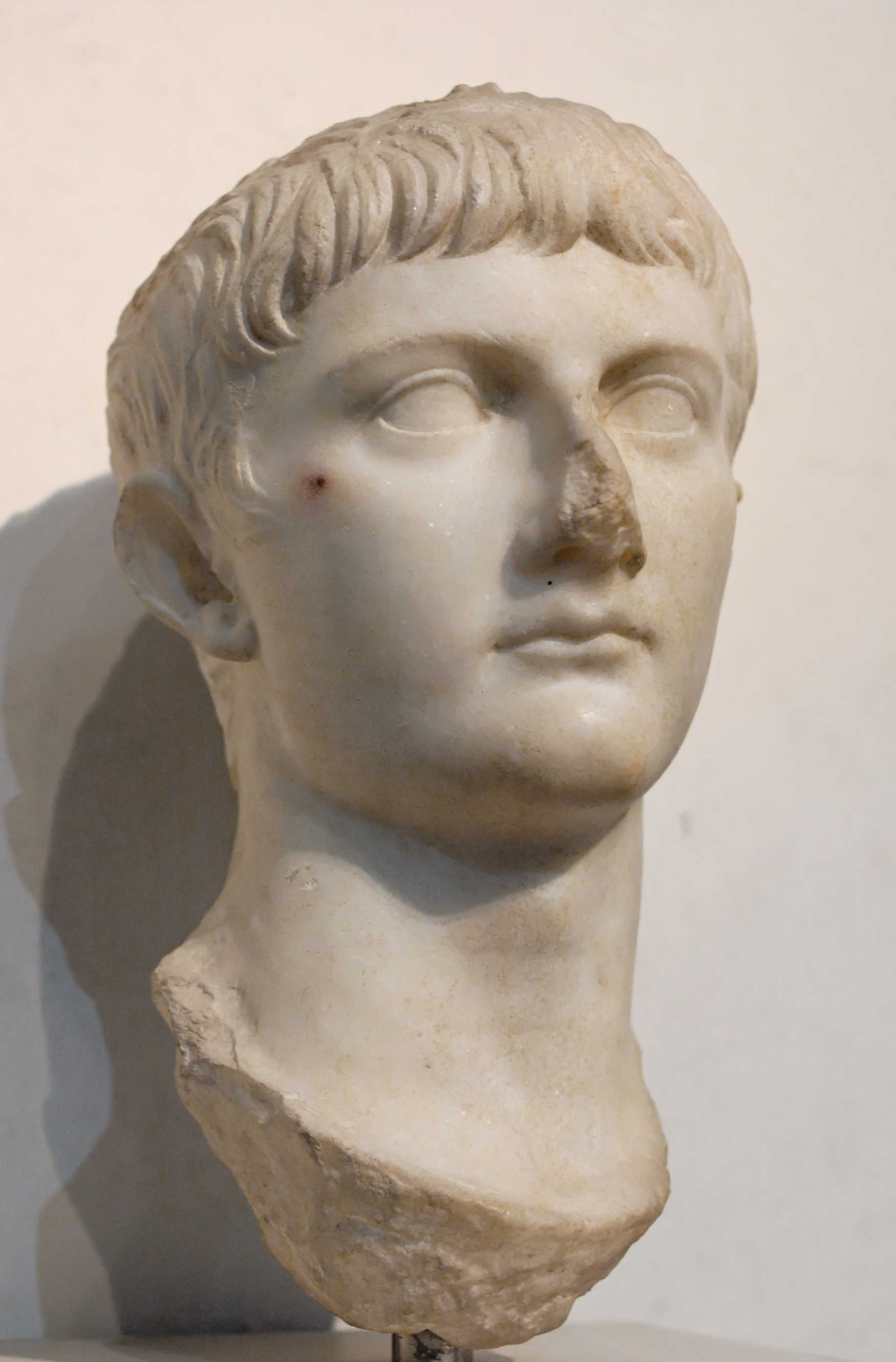
Busto di Germanico, fratello adottivo di Druso minore (Museo Nazionale Romano, Roma)

#### Il primo consolato e il governatorato dell'Illirico (15-20)
Nel 15 divenne console per la prima volta insieme a Gaio Norbano Flacco ed entrò a far parte dei Sodales Augustales. In quell'anno fu decretato il trionfo per Germanico e Druso ebbe la direzione dei giochi gladiatorii, offerti anche a nome del fratello, che furono ricordati come pieni di spargimenti di sangue e crudeltà, tanto che il popolo ne ebbe orrore e Tiberio dovette rimproverare il figlio. In quegli anni cominciò a essere presente una forte divisione nella corte tra i sostenitori di Druso e quelli di Germanico: Tiberio guardava al figlio adottivo con sospetto e temeva la sua popolarità mentre favoriva il figlio naturale; molti nobili, però, guardavano con diffidenza alle origini di Druso e di sua moglie che, contrapposte con quelle di Germanico e Agrippina, erano considerate umili. I due fratelli, però, erano tra di loro in buoni rapporti e si mantenevano indifferenti ai litigi dei parenti.
Nel 17 Druso fu mandato come governatore nell'Illirico, per far pratica nel servizio militare e per guadagnarsi il favore dell'esercito. Tiberio scelse di mandare il figlio sia per allontanarlo dalle mollezze della città, sia per assicurare a entrambi i figli delle legioni a loro fedeli, usando come pretesto le lotte tra le tribù germaniche dei Cherusci e degli Svevi. Inoltre, dato che l'imperatore stava riformando l'Illirico in due diverse province, la Dalmazia e la Pannonia, Druso era stato inviato anche per organizzare l'amministrazione delle nuove province. Mentre Druso e Germanico erano ancora a Roma, morì il pretore Vipstano Gallo; al suo posto i due favorivano Decimo Aterio Agrippa, un loro parente. La legge imponeva, però, che valesse il criterio del numero dei figli e molti senatori si opposero ad Agrippa; Tiberio decise infine di ignorare la legge e Agrippa fu eletto con una piccola maggioranza.
Druso andò come governatore in Illirico, accompagnato dalla moglie Livilla. Alla fine dell'anno gli fece visita Germanico, che si trovava in Dalmazia. Poco dopo, il fratello assunse l'incarico di console, senza però recarsi a Roma, ma visitando varie province. Nel 19 Druso incominciò ad acquisire gloria militare portando i Germani allo stremo appoggiando conflitti interni: il potente re dei Marcomanni Maroboduo venne cacciato dal rivale Catualda, appoggiato dai Goti e dai capi marcomannici corrotti, e dovette chiedere aiuto a Tiberio. Maroboduo fu accolto dai Romani a Ravenna, ma intanto anche Catualda venne spodestato da Vibilio, capo degli Ermunduri, e fu accolto a Forum Iulii nella Gallia Narbonense. I Romani imposero ai Germani del Danubio il re Vannio, del popolo dei Quadi. Il Senato, vista anche l'ascesa al trono di Armenia di Artaxias, favorita da Germanico, decretò che i fratelli avessero l'onore dell'ovazione.
| Tiberio, Germanico e Druso: asse                                   | Tiberio, Germanico e Druso: asse                                            |
| ------------------------------------------------------------------ | --------------------------------------------------------------------------- |
|                                                                    |                                                                             |
| PERM DIVI AVG COL ROM, testa laureata di Tiberio                   | GERMANICVS CAESAR DRVSVS CAESAR, teste di Germanico e Druso che si guardano |
| 30 mm, 14,80 g, coniato tra il 14 e il 19 (?) (morte di Germanico) |                                                                             |

Mentre Germanico si trovava ancora ad Antiochia di Siria, però, presentò i sintomi di una violenta malattia e pochi giorni dopo, il 10 ottobre, morì e i sospetti di tutti caddero sull'odiato Tiberio e sul suo inviato in Siria Gneo Calpurnio Pisone, ritenuto l'attuatore materiale dell'avvelenamento. Quando i resti di Germanico arrivarono in Italia nella primavera del 20, sbarcando a Brindisi, Druso, insieme con Claudio e i figli di Germanico che si trovavano a Roma, andò incontro al corteo funebre e vi si unì a Terracina.
Finito il periodo di lutto, Druso dovette tornare nell'Illirico, mentre a Roma tutti guardavano sempre con ansia al destino di Pisone, che era ancora in Asia minore. Questi, timoroso per il suo futuro, inviò nella capitale il figlio, mentre lui stesso cercava rifugio proprio presso Druso, poiché pensava che questi fosse felice per la morte del suo rivale. Druso però rispose a Pisone che, se le voci sul suo coinvolgimento nell'assassinio si fossero rivelate vere (cosa da lui non desiderata), sarebbe stato implacabile nei suoi confronti. Pisone tornò quindi a Roma insieme con la moglie Plancina per presentarsi al processo sulla morte di Germanico. Druso lo seguì poco dopo, rimandando però la cerimonia dell'ovazione deliberata dal Senato. Il processo contro Pisone era incominciato e l'accusato era certo di essere condannato: preferì, quindi, suicidarsi invece di subire la condanna a morte. Druso, uscito dalla città per rinnovare gli auspici, vi ritornò il 28 maggio accolto dall'ovazione; pochi giorni dopo questo evento, la madre di Druso, Vipsania, morì, unica figlia di Agrippa a essere morta naturalmente. Probabilmente a questo periodo risale il suo ingresso nel collegio degli auguri.

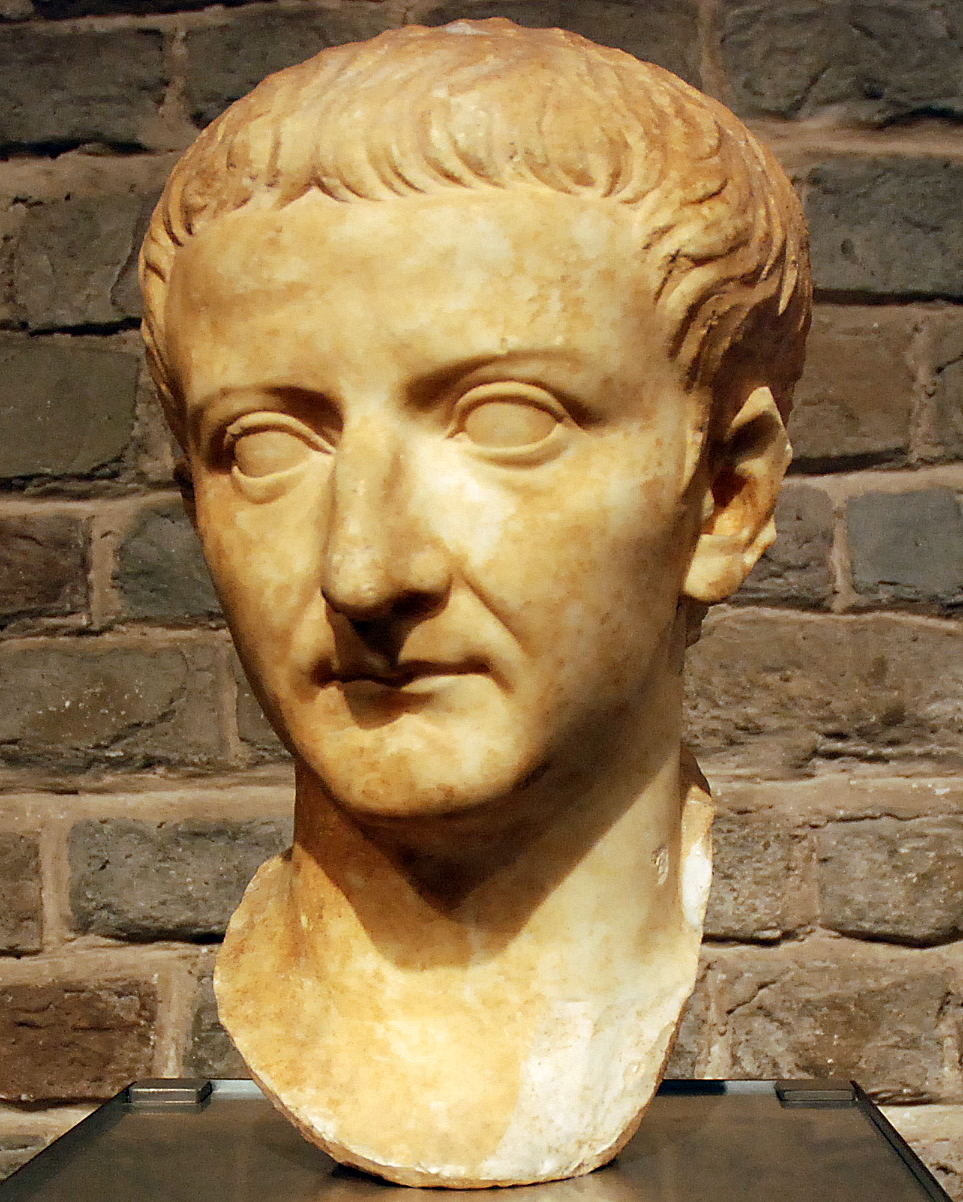
Busto di Tiberio, padre di Druso minore (Römisch-Germanisches Museum, Colonia)

#### Erede al Principato (20-22)
Nel 21 Druso assunse nuovamente l'incarico di console e all'inizio dell'anno Tiberio, suo collega nel consolato, decise di andare a vivere in Campania, a Nola, per abituare il figlio a svolgere da solo le funzioni consolari. Questa opportunità fu colta al volo da Druso, che la sfruttò per guadagnarsi conoscenze e favori, intervenendo nelle dispute tra i senatori con maniere pacate. Una questione che dovette affrontare l'erede al trono fu l'utilizzo dell'immagine del Principe per proteggersi dai crimini: il caso specifico era di un senatore, Gaio Cestio, che accusava una donna, Annia Rufilla, di aver usato l'immagine dell'Imperatore per proteggersi dall'accusa di frode. Altri senatori lamentarono che addirittura degli schiavi usavano questo metodo e chiedevano quindi al console una punizione esemplare: Druso condannò quindi Rufilla al carcere dopo averne accertato la colpevolezza.
Intanto era scoppiata una rivolta in Gallia, che Tiberio volle che si reprimesse sotto il suo diretto comando mentre restava in Campania. Il Senato fu informato solo a guerra finita e il Principe spiegò il fatto che nessuno dei due consoli vi aveva partecipato affermando che non era necessario che i principi abbandonassero Roma solo per una ribellione. Verso la fine dell'anno venne accusato il poeta Clutorio Prisco: questi, dopo aver composto un carme per i funerali di Germanico, ne aveva composto uno anche per quelli di Druso, mentre questi era malato, nella speranza di un grande guadagno. Su proposta del console designato Decimo Aterio Agrippa, fu suggerita per Prisco la pena capitale; solo pochi si schierarono a favore del poeta, che alla fine venne incarcerato e ucciso immediatamente.

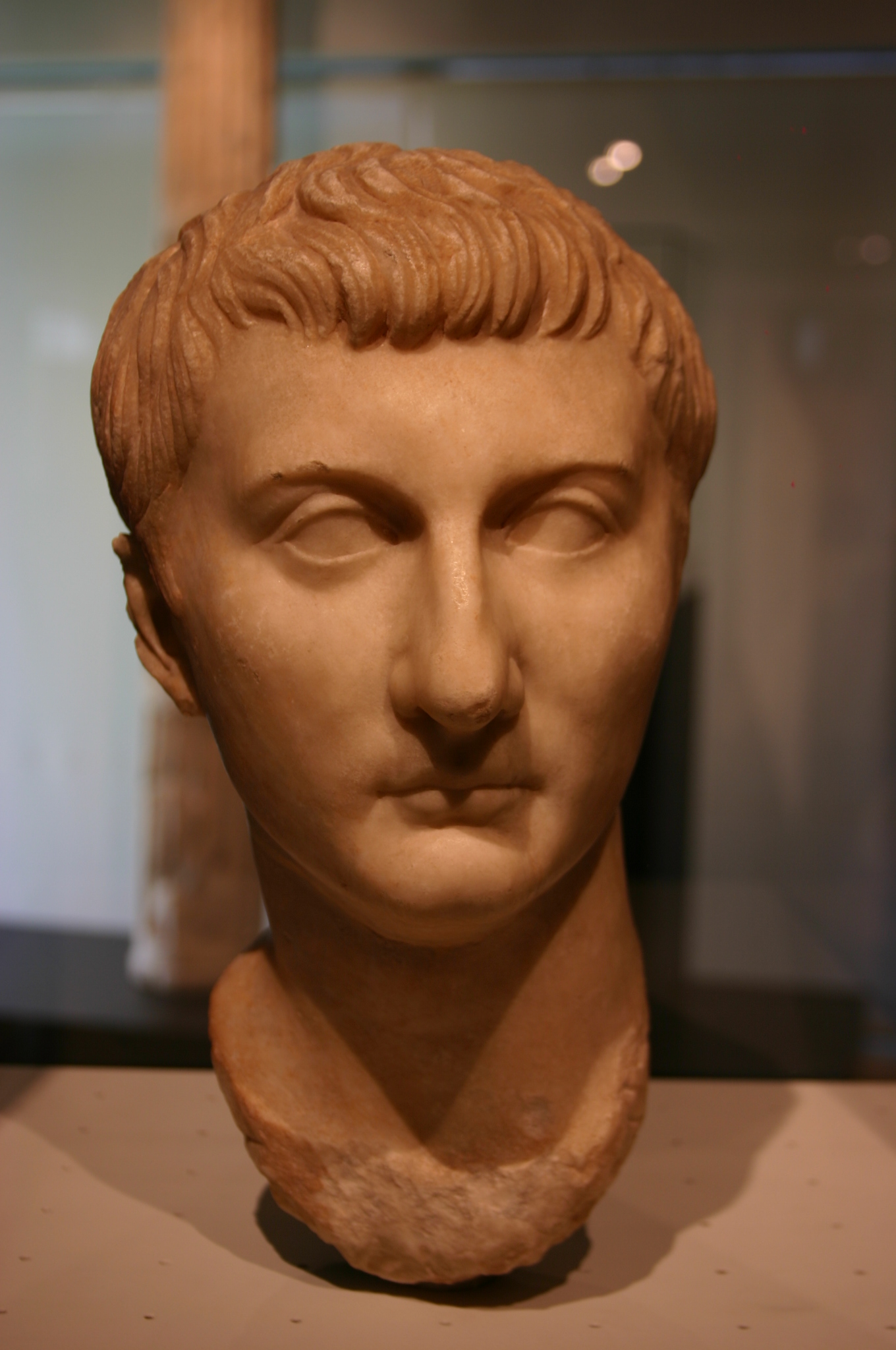
Busto di Druso minore (Museo archeologico ed etnologico, Cordova)

Nel 22 Tiberio chiese al Senato la tribunicia potestas per Druso, potere che dai tempi di Augusto era riservato solo all'imperatore o al suo successore designato. Infatti, finché Germanico era ancora in vita, Tiberio aveva tenuta sospesa la scelta, ma, morto il figlio adottivo, Druso era l'unico erede rimastogli. I senatori, avendo previsto la richiesta del Principe, accettarono con adulazione, predisponendo che venissero innalzati archi, statue, templi e altari agli dei. Marco Giunio Silano propose inoltre che al posto dei nomi dei consoli venissero usati quelli dei tribuni per indicare la data, senza però avere successo tra i senatori. Tiberio, però, volle che le cerimonie venissero ridotte e Druso, che intanto aveva raggiunto il padre in Campania, inviò una lettera al Senato nella quale esprimeva tutta la sua gratitudine. Questo atto venne considerato un oltraggio all'importanza della carica che gli era stata attribuita e molti iniziarono a contestare i modi di Druso, che ancora giovanissimo veniva educato ai piaceri e a non presentarsi neanche per ricevere gli onori più alti dello Stato.

### Caduta e morte (23)
Nel 23 iniziò la forte decadenza dei Giulio-Claudi: infatti il prefetto del pretorio Lucio Elio Seiano cominciò a far avanzare la sua posizione politica al fine di essere designato erede dell'impero. Accrebbe i suoi poteri di prefetto del pretorio mettendo sotto il suo diretto comando tutte le coorti presenti a Roma e nominando lui stesso i centurioni e i tribuni. Tuttavia la famiglia imperiale era ricca di possibili eredi (Druso minore era il successore diretto, c'erano poi i suoi due gemelli e i tre figli di Germanico), i quali ostacolavano le mire di potere del prefetto. Seiano decise quindi di iniziare con l'eliminazione del rivale più pericoloso: Druso. Questo odio reciproco con il figlio del Principe era alimentato anche da una recente disputa durante la quale Druso, dal temperamento impulsivo, aveva alzato i pugni contro Seiano e lo aveva colpito con uno schiaffo.

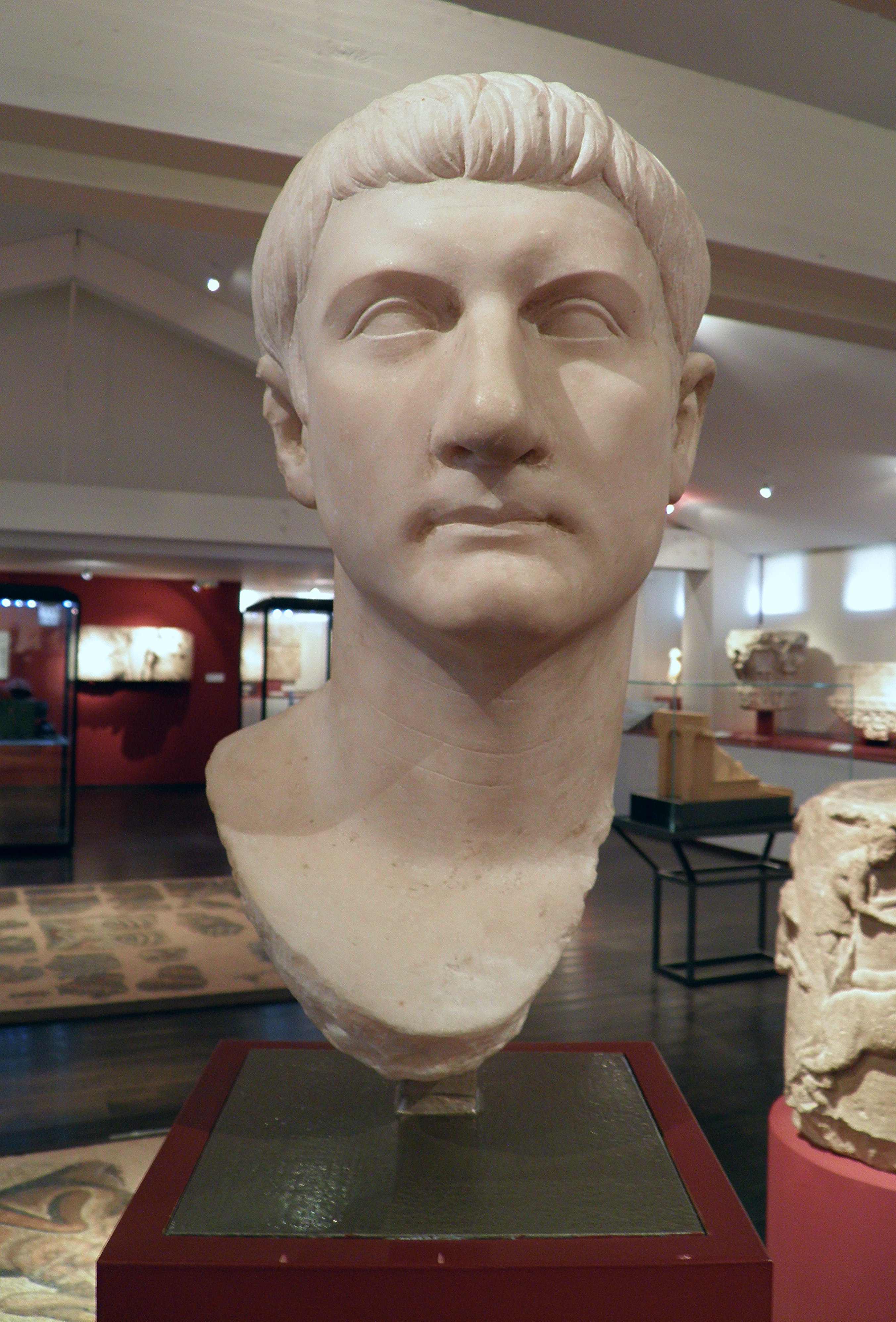
Busto di Druso minore (Museo Saint-Raymond, Tolosa)

Il prefetto, constatato ogni pericolo, decise quindi di colpire Druso attraverso la moglie Livilla, che era inoltre sorella di Germanico, e, fingendosene perdutamente innamorato, la portò all'adulterio e la mise contro il marito. Seiano riuscì inoltre ad avvicinarsi sempre di più a Tiberio, diventando il suo consigliere personale, e Druso si lamentava spesso della cosa col padre; inoltre ogni pensiero e confidenza dell'erede venivano diffusi dalla moglie, ormai caduta nel disonore. Seiano scelse di avvelenare Druso attraverso un veleno che avesse un effetto lento, in modo che sembrasse una malattia. Il veleno fu somministrato dal liberto Ligdo, uno degli schiavi preferiti di Druso, che si dice Seiano avesse legato a sé con lo stupro. Druso morì il 14 settembre del 23.
Tiberio pensò che il figlio fosse morto di stravizi, ma ne fu molto addolorato. Continuò comunque a presentarsi in Senato, cosa della quale fu accusato, e al defunto furono attribuiti gli stessi onori funebri che erano stati concessi a Germanico. I funerali furono fastosi e il corteo pieno di immagini degli antenati, da Enea e Romolo fino ai Claudii, e Druso fu sepolto nel mausoleo di Augusto, accanto al fratello adottivo Germanico.
La morte di Druso fu però accolta con dolore simulato, poiché tutti erano felici di veder rifiorire la dinastia dell'amato Germanico; Seiano, visto che non si erano condotte indagini sulla morte del giovane, decise di continuare con i suoi delitti partendo dal fatto che Agrippina, la moglie di Germanico, mal dissimulava la sua gioia per la rifioritura dei suoi figli. Nello stesso anno morì anche uno dei gemelli di Druso e Livilla, Germanico.

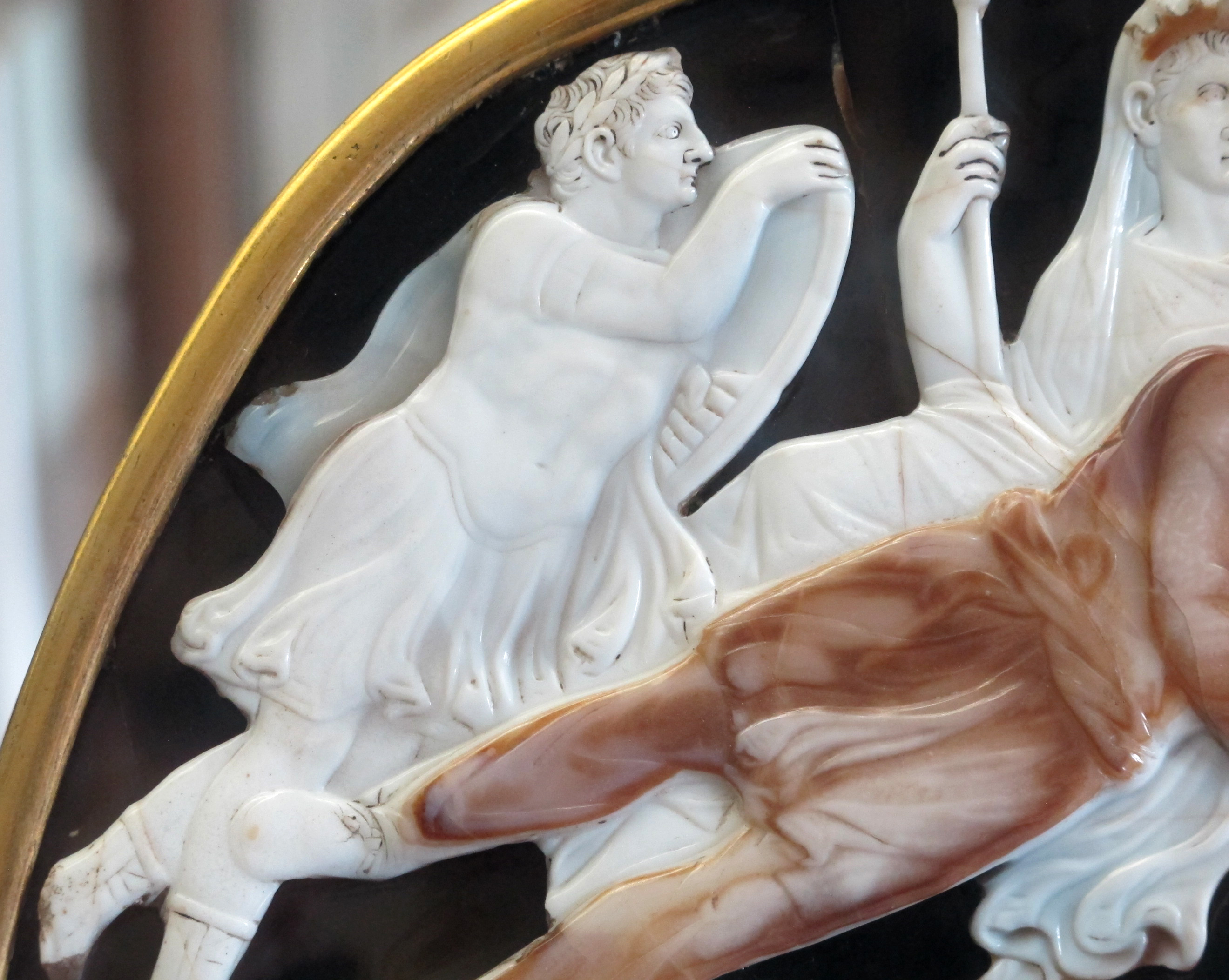
Druso minore, di fianco ad Augusto e Iulo, il capostipite della gens Iulia (dettaglio del Gran Cammeo di Francia, Cabinet des médailles, Parigi)

Seiano, prima di cadere anche lui in disgrazia, riuscì quindi a far uccidere anche Agrippina e i suoi due figli maggiori Nerone e Druso, mandandoli o in esilio o condannandoli alla fame. I dettagli dell'omicidio di Druso furono scoperti solo otto anni dopo grazie alla moglie di Seiano, Apicata, che confessò tutto e fece torturare anche i due liberti Ligdo ed Eudemo, quest'ultimo medico personale di Livilla. Svetonio afferma che Tiberio lasciò che Seiano uccidesse Druso e la stirpe di Germanico per favorire l'accesso al trono del suo nipote naturale, il figlio di Druso, Tiberio Gemello.

## Druso minore nella cultura di massa
Druso appare sia nel romanzo Io, Claudio (1934) di Robert Graves sia nel suo adattamento televisivo Io Claudio imperatore (tratto dal romanzo Il divo Claudio e sua moglie Messalina, dello stesso autore), prodotto dalla BBC (1976) (nel quale è interpretato da Kevin McNally). In entrambe queste due opere appare sotto lo pseudonimo Castore, soprannome datogli per aver colpito in pubblico un cavaliere e per il suo amore verso i giochi; Castore era infatti il nome di un famoso gladiatore dei suoi tempi.
È presente anche nella serie televisiva britannica The Caesars (1968) nella quale è interpretato da William Corderoy.

### Esplicative
1. ↑  Alla nascita Druso apparteneva come il padre Tiberio alla gens Claudia, ma a seguito dell'adozione da parte di Augusto divenne membro della gens Iulia (Hurlet 1997, pp. 209-210).
2. ↑  La differenza d'età tra Druso e Germanico non è però condivisa tra gli studiosi: secondo alcuni Druso avrebbe avuto la stessa età di Germanico o un anno in più, mentre per altri ne avrebbe avuti due o tre in meno (Gibson 2012, p. 81 n. 10).
3. ↑  La carica è ricordata anche da alcune iscrizioni, quali CIL V, 6416 e CIL XII, 147; quest'ultima reca anche la carica di flamen Augustalis, ma probabilmente si tratta di un errore (PIR, II, 144).
4. ↑  Ciò avvenne quando Druso aveva 27 anni, un anno più giovane di Tiberio quando gli fu concesso di correre al primo consolato, secondo Sumner 1967, pp. 432-433. Lo stesso Sumner sostiene che Druso poté accedere in anticipo al consolato grazie alla lex Papia Poppaea, in virtù della quale Druso poté sottrarre un anno per ognuno dei suoi figli, cioè uno solo poiché nel 13 aveva solo Giulia Livia.
5. ↑  Sulle possibili motivazioni per le quali Germanico rimase in Gallia, si veda Gibson 2012, p. 83 n. 25.
6. ↑  Gibson 2012, p. 91, nota che, secondo Tacito, Tiberio elogiò maggiormente Germanico rispetto a Druso, tuttavia i benefici per i soldati in Pannonia e per quelli in Germania furono gli stessi.
7. ↑  A seguito del trionfo di Germanico e dell'ovazione di Druso, furono eretti due archi di trionfo ai lati del tempio di Marte Ultore dedicati ai due fratelli (Seager 2008, p. 80; Hurlet 1997, pp. 217-218, con una possibile ricostruzione del testo dell'iscrizione per Druso) ed è stato ipotizzato che a questo periodo risalga anche l'erezione dell'arco di Spoleto, realizzato per iniziativa del Senato attraverso un Senatoconsulto (CIL XI, 4776) (R.S. Rogers citato in Levick 1966, p. 243 n. 8), sebbene sia generalmente considerato posteriore alla morte di Druso (Stuart 1940, p. 66; Hurlet 1997, p. 404 n. 170 e p. 520, che ricorda l'opinione di H. von Hesberg, secondo il quale l'arco sarebbe stato eretto prima della morte di Druso ma dedicato ai due fratelli solo dopo il 23). A essi fu inoltre dedicata una festa a Gythium, un culto a Patara (Inscriptiones graecae ad res romanas pertinentes, III, 680) e a Nîmes (CIL XII, 3180) e furono coniate monete con le loro effigi (Levick 1966, p. 244; Gibson 2012, p. 49). Sulle statue erette in onore di Druso, di cui sopravvivono 42 iscrizioni, si veda Stuart 1940, pp. 64-67.
8. ↑  Cassio Dione, LVII, 20.1-2, nota che il nuovo incarico di console fu visto come un cattivo presagio per Druso: tutti i precedenti colleghi di Tiberio nel consolato (Publio Quintilio Varo, Gneo Calpurnio Pisone e Germanico) avevano infatti trovato una morte violenta.
9. ↑  Secondo Cassio Dione, LVII, 14.9, in quest'occasione Druso avrebbe ricevuto il soprannome di "Castore", forse ironicamente, in quanto Castore era la divinità protettrice dei cavalieri romani e Druso schiaffeggiò proprio un membro di quest'ordine, Seiano, oppure perché Druso e il fratello acquisito Germanico avrebbero rappresentato dei nuovi Dioscuri, come già Tiberio e il fratello Druso maggiore (l'associazione tra Germanico e Druso e i Dioscuri è anche in Ovidio, Epistulae ex Ponto, II, 2, 83-84, che li chiama pia ... proles). Per approfondire, si veda Scott 1930, pp. 155-161.
10. ↑  Secondo Cassio Dione, LVII, 22.1-2, anche Seiano vibrò un pugno a Druso e questo gli diede motivo di temere sia Druso sia Tiberio.
11. ↑  Si è conservato il testo del senatoconsulto sugli onori da dedicare a Druso (CIL VI, 31200), che contiene numerosi punti di contatto con quello che fu emesso in occasione della morte di Germanico (Tabula Siarensis); in virtù di queste somiglianze, si è supposto che tra i vari onori fossero eretti due archi gemelli ai due fratelli, forse nei pressi del circo Flaminio (Tucci 1996, pp. 42-43). Sugli onori postumi a Druso si veda anche Hurlet 1997, pp. 223-224.

### Riferimenti
1. 1 2  Frediani, Prossomariti 2014, p. 341; Pettinger 2012, p. 49; Swan 2004, p. 143.
2. ↑  Svetonio, Tiberio, XXXIX.
3. ↑  Tacito, Annales, IV, 8; Pettinger 2012, p. 142; Swan 2004, p. 44.
4. ↑  Powell 2015, XXXIII; Rowe 2002, p. 179; Williams 2013, p. 146.
5. 1 2  Frediani, Prossomariti 2014, p. 341.
6. ↑  Boatwright 2002, cap. 4, pp. 60-66; Wood 2000, p. 331.
7. 1 2  Tacito, Annales, III, 9.
8. ↑  Tacito, Annales, III, 37.
9. 1 2  Tacito, Annales, I, 76.
10. 1 2  Cassio Dione, LVII, 13.1; Spinosa 1991, p. 129.
11. ↑  Svetonio, Tiberio, LII.
12. ↑  Tacito, Annales, III, 59; Spinosa 1991, pp. 95-96.
13. 1 2  Tacito, Annales, IV, 3.
14. 1 2  Tacito, Annales, III, 59.
15. ↑  Plinio il Vecchio, Naturalis Historia, XIX, 137.
16. 1 2  Svetonio, Tiberio, VII.
17. ↑  Svetonio, Tiberio, IV.
18. ↑  Appiano, Le guerre civili, II, 68; Cassio Dione, XLI, 34 e LXII, 18; Svetonio, Giulio Cesare, VI.
19. ↑  Svetonio, Gaio Cesare, IV.
20. ↑  CIL X, 8375; Rowe 2002, p. 179; Swan 2004, p. 143.
21. ↑  Levick 1966, pp. 237-238, ma si vedano le obiezioni di Sumner 1967, pp. 428-429.
22. ↑  Bunson 1995, p. 141; Swan 2004, p. 143; Wood 2000, p. 331.
23. ↑  Svetonio, Tiberio, VII; Sampoli 2003, pp. 161-162; Spinosa 1991, p. 37.
24. ↑  Spinosa 1991, p. 47.
25. ↑  Svetonio, Tiberio, VII; Spinosa 1991, p. 48.
26. ↑  Svetonio, Tiberio, X; Spinosa 1991, p. 47.
27. ↑  Tacito, Annales, I, 3; Grant 2012, p. 23; Williams 2013, p. 146; Syme 1989, p. 146.
28. ↑  Syme 1989, p. 94; Frediani, Prossomariti 2014, p. 183.
29. ↑  Tacito, Annales, II, 84; Frediani, Prossomariti 2014, p. 342.
30. ↑  Svetonio, Tiberio, XV; Gibson 2012, p. 80.
31. ↑  Gibson 2012, p. 80 n. 8.
32. 1 2  Cassio Dione, LVI, 17.3.
33. ↑  Cassio Dione, LVI, 25.4; Frediani, Prossomariti 2014, p. 341.
34. ↑  Cassio Dione, LVI, 17.3; Gibson 2012, pp. 81-82.
35. ↑  Cassio Dione, LVI, 28.1; Frediani, Prossomariti 2014, p. 341; Gibson 2012, p. 82; Swan 2004, p. 294.
36. ↑  CIL VI, 2023; Syme 1989, p. 123.
37. ↑  Cassio Dione, LVI, 33.1-3.
38. ↑  Cassio Dione, LVI, 34.4; Svetonio, Augusto, C.
39. ↑  Svetonio, Augusto, CI.
40. ↑  Tacito, Annales, I, 16-23.
41. ↑  Tacito, Annales, I, 24; Velleio Patercolo, II, 125; Bunson 2014, p. 187; Frediani 2007, p. 407; Frediani, Prossomariti 2014, p. 342; Gibson 2012, p. 90; Hurlet 1994, pp. 185-186, n. 138; Spinosa 1991, p. 94.
42. ↑  Gibson 2012, p. 80; 90 n. 58.
43. ↑  Tacito, Annales, I, 24; Alston 2002, p. 24; Bunson 2014, p. 187.
44. 1 2  Tacito, Annales, I, 26.
45. 1 2  Tacito, Annales, I, 27.
46. ↑  Alston 2002, p. 24; Spinosa 1991, p. 96.
47. ↑  Tacito, Annales, I, 28; Spinosa 1991, p. 96.
48. ↑  Velleio Patercolo, II, 125.
49. 1 2  Tacito, Annales, I, 29.
50. ↑  Tacito, Annales, I, 29-30; Alston 2002, p. 25; Spinosa 1991, p. 94.
51. ↑  Tacito, Annales, I, 30; Frediani, Prossomariti 2014, p. 342.
52. ↑  Tacito, Annales, I, 30; Alston 2002, p. 25.
53. ↑  Tacito, Annales, I, 30; Spinosa 1991, p. 94.
54. ↑  Tacito, Annales, I, 52.
55. ↑  Tacito, Annales, I, 55; Rowe 2002, p. 45.
56. ↑  CIL VI, 910; Levick 1966, p. 234.
57. ↑  Tacito, Annales, I, 55; Seager 2008, p. 67.
58. ↑  Cassio Dione, LVII, 14.3; Alston 2002, p. 27.
59. ↑  Spinosa 1991, p. 102.
60. 1 2  Tacito, Annales, II, 43; Gibson 2012, pp. 47, 56.
61. ↑  Tacito, Annales, II, 44.
62. ↑  Tacito, Annales, II, 44; Seager 2008, p. 78.
63. ↑  Dzino 2010, p. 162.
64. ↑  Tacito, Annales, II, 51; Alston 2002, p. 28; Syme 1989, p. 145.
65. ↑  Tacito, Annales, II, 51.
66. ↑  Tacito, Annales, III, 34.
67. ↑  Tacito, Annales, II, 53; Seager 2008, p. 83.
68. ↑  Tacito, Annales, II, 53-62; Seager 2008, p. 83.
69. ↑  Tacito, Annales, II, 62.
70. ↑  Tacito, Annales, II, 63; Velleio Patercolo, II, 129.
71. ↑  Tacito, Annales, II, 63.
72. ↑  Tacito, Annales, II, 63; Seager 2008, p. 79.
73. ↑  Tacito, Annales, II, 64; Seager 2008, p. 80.
74. ↑  RPC I 74; SNG Copenhagen; Burgos 1588.
75. ↑  Tacito, Annales, II, 70-72.
76. ↑  Tacito, Annales, II, 82; Spinosa 1991, pp. 108-109.
77. ↑  Tacito, Annales, III, 2; Sampoli 2003, p. 175; Spinosa 1991, p. 109.
78. ↑  Tacito, Annales, III, 7.
79. 1 2  Tacito, Annales, III, 8.
80. ↑  Tacito, Annales, III, 11; Seager 2008, p. 96.
81. ↑  Tacito, Annales, III, 15; Svetonio, Gaio Cesare, II; Barrett 2002, p. 33.
82. ↑  Fasti ostienses = CIL XIV, 244.
83. ↑  Tacito, Annales, III, 19; Spinosa 1991, p. 114.
84. ↑  Hurlet 1997, p. 219 n. 64; Rowe 2002, p. 89; CIL VI, 910.
85. ↑  Tacito, Annales, III, 31; Spinosa 1991, p. 115. Le motivazioni sul ritiro di Tiberio in Campania addotte da Tacito sono però messe in dubbio da Bellemore 2003, pp. 279-280.
86. ↑  Tacito, Annales, III, 33 segg.
87. 1 2  Tacito, Annales, III, 36.
88. ↑  Tacito, Annales, III, 40-46.
89. ↑  Tacito, Annales, III, 47.
90. ↑  Cassio Dione, LVII, 20.3; Tacito, Annales, III, 49.
91. ↑  Cassio Dione, LVII, 20.3; Tacito, Annales, III, 49-51.
92. ↑  Tacito, Annales, III, 56; Nony 1988, 12.
93. ↑  Tacito, Annales, III, 56.
94. ↑  Tacito, Annales, III, 57; Rowe 2002, p. 41.
95. ↑  Tacito, Annales, III, 57.
96. ↑  Tacito, Annales, III, 59; Spinosa 1991, p. 129.
97. ↑  Tacito, Annales, IV, 1.
98. ↑  Tacito, Annales, IV, 2.
99. ↑  Tacito, Annales, IV, 3; Peachin 2011, p. 468; Spinosa 1991, p. 130.
100. ↑  Cassio Dione, LVII, 22.2; Frediani, Prossomariti 2014, p. 342.
101. ↑  Tacito, Annales, IV, 3; Spinosa 1991, pp. 130-131.
102. ↑  Spinosa 1991, p. 130.
103. ↑  Tacito, Annales, IV, 7.
104. ↑  Tacito, Annales, IV, 8.
105. ↑  Tacito, Annales, IV, 10; Sampoli 2003, p. 178; Spinosa 1991, p. 131.
106. ↑  CIL VI, 32493; Rogers 1940, p. 459; Pettinger 2012, p. 142; Swan 2004, p. 44.
107. ↑  Svetonio, Tiberio, LXII; Spinosa 1991, p. 131.
108. 1 2  Tacito, Annales, IV, 9.
109. ↑  Bert Lott 2012, p. 347.
110. 1 2  Tacito, Annales, IV, 12.
111. ↑  Tacito, Annales, IV, 15.
112. ↑  Cassio Dione, LVII, 22.4a; Svetonio, Gaio Cesare, VII; Tacito, Annales, V, 2-3; VI, 23; Frediani, Prossomariti 2014, p. 343; Nony 1988, pp. 128-129; Spinosa 1991, III, 170.
113. ↑  Tacito, Annales, IV, 11; Frediani, Prossomariti 2014, p. 342.
114. ↑  Svetonio, Tiberio, LV.
115. ↑  Trad. di Carlo Coardi,  Milano, Bompiani, 1936; rist. Milano, Mondadori, 1974.
116. ↑   Kevin McNally, su imdb.com. URL consultato il 4 maggio 2016.
117. ↑  Orazio, Epistulae, I, 18, 19; Peachin 2011, p. 468.
118. ↑   The Caesars (1968 TV Mini-Series): Full Cast & Crew, su imdb.com. URL consultato il 4 maggio 2016.